# Ilex ficoidea
Ilex ficoidea är en järneksväxtart som beskrevs av William Botting Hemsley. Ilex ficoidea ingår i släktet järnekar, och familjen järneksväxter. Inga underarter finns listade i Catalogue of Life.